# Benatae
Benatae település Spanyolországban, Jaén tartományban. Benatae Torres de Albanchez, Siles, Orcera, La Puerta de Segura és Santiago-Pontones községekkel határos. Lakosainak száma 429 fő (2024).

## Népesség
A település népessége az elmúlt években az alábbi módon változott:
| Lakosok száma | 565  | 600  | 582  | 545  | 551  | 498  | 467  | 448  | 448  | 429  |
|               | 2001 | 2004 | 2007 | 2009 | 2012 | 2014 | 2017 | 2019 | 2022 | 2024 |